# Andreas Maislinger

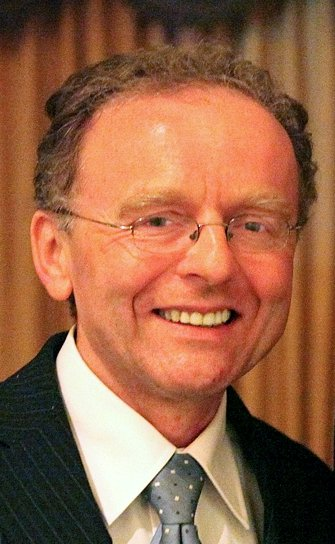
Andreas Maislinger (2009)

Andreas Maislinger (* 26. Februar 1955 in Sankt Georgen bei Salzburg) ist ein österreichischer Politikwissenschaftler.

## Leben und Wirken
Andreas Maislinger wuchs in einem Landgasthaus in Sankt Georgen bei Salzburg auf. Sehr geprägt wurde er von seinem Vater Andreas Maislinger sen. sowie seinem Nachbarn, dem Schriftsteller Georg Rendl.
Von 1982 bis 1991 war Maislinger am Institut für Politikwissenschaft der Universität Innsbruck, an der University of New Orleans, an der Humboldt-Universität zu Berlin, an der Johannes Kepler Universität Linz und an der Hebräischen Universität Jerusalem tätig.

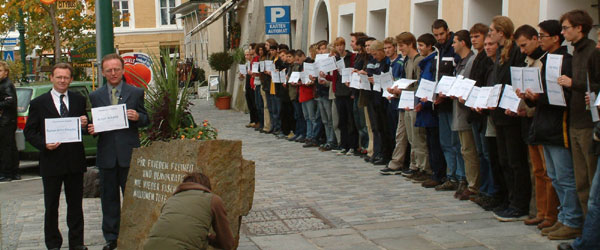
Bürgermeister Gerhard Skiba, Andreas Maislinger und Gedenkdiener erinnern vor dem Adolf-Hitler-Geburtshaus an Gerechte unter den Völkern. (2002)

Andreas Maislinger ist der Initiator des österreichischen Gedenkdienstes. Er setzte sich seit seinem Studium für die gesetzliche Verankerung dieser Art des Militärersatzdienstes ein, der die Aufklärung über den Holocaust zum Ziel hat. Unterstützt wurde er dabei vor allem von Simon Wiesenthal, Teddy Kollek, Ari Rath, Herbert Rosenkranz, Gerhard Röthler und Karl Pfeifer. Am 10. Oktober 1980 hatte Maislinger auf Einladung von Anton Pelinka die Möglichkeit, in der von Dolores Bauer geleiteten ORF-Sendung „Kreuzverhör“ den „Zivildienst in Auschwitz“ vorzustellen. Nach der Realisierung konnte am 1. September 1992 der erste Gedenkdiener seinen Dienst im Museum Auschwitz-Birkenau antreten. Als Vorsitzende des Vereins Gedenkdienst wurden Maislinger und Andreas Hörtnagl 1997 abgewählt. So gründeten sie, nach einer längeren Auseinandersetzung mit dem neuen Vorstand des Vereins Gedenkdienst, den Verein für Dienste im Ausland, 2005 umbenannt auf Verein Österreichischer Auslandsdienst. Dabei wurde der Gedenkdienst um die Bereiche Sozialdienst und Friedensdienst erweitert. 2023 trat Andreas Maislinger nach Kritik als Vorsitzender zurück, der Oberösterreicher Tobias Aigner folgte ihm nach.

## Engagement
Während seines Studiums in Salzburg war er Mitglied der Österreichischen Studentenunion und versuchte eine österreichische Beteiligung an der Internationalen Jugendbegegnungstätte Auschwitz zu erreichen. Bundespräsident Rudolf Kirchschläger hatte dies jedoch mit der Begründung, ein Österreicher hat in Auschwitz nichts zu sühnen, abgelehnt. Später anerkannte Kirchschläger das positive Ergebnis des von Maislinger durchgesetzten Gedenkdienstes. Den Sommer 1978 verbrachte er im Kibbuz Kfar HaHoresh in der Nähe von Nazareth. 1980 promovierte er bei Anton Pelinka zum Dr. phil. mit einer Dissertation über Probleme der österreichischen Verteidigungspolitik. Der Auschwitz-Überlebende Jerzy Adam Brandhuber war während dieser Zeit sein Vertrauter. Hermann Langbein klärte ihn über den Antisemitismus beim Verband der Kämpfer für Freiheit und Demokratie in Polen auf. Auf Anregung von Jan Parcer rief er in Österreich zur Unterstützung des Baus der Maximilian-Kolbe-Kirche in Oswiecim auf.
1986 war er Gründungsmitglied der Österreichisch-Israelischen Gesellschaft Tirol und 1988 im Auftrag der Internationalen Helsinki-Föderation für Menschenrechte in der DDR. Dieser und frühere DDR-Aufenthalte Maislingers wurden von dem Ministerium für Staatssicherheit beobachtet. Mit Bischof Kurt Scharf setzte er sich für die Freilassung politischer Häftlinge in der DDR ein. Die von Maislinger erstmals 1984 organisierte Fahrt zum Museum Auschwitz-Birkenau wird von der Gesellschaft für politische Aufklärung bis heute angeboten. Gemeinsam mit Yaacov Lozowick realisierte er 1992 das erste deutschsprachige Seminar in Yad Vashem.
Von 1992 bis 2012 war Maislinger der wissenschaftliche Leiter der Braunauer Zeitgeschichte-Tage in Braunau am Inn. Bürgermeister Gerhard Skiba hatte diese von Maislinger bereits 1987 vorgeschlagene Tagung ermöglicht.
Bis 1996 veröffentlichte Andreas Maislinger Kolumnen in der Jüdischen Rundschau. Nach der FPÖ-Regierungsbeteiligung im Jahr 2000 schlug Maislinger der Stadt Braunau am Inn vor, im Geburtshaus von Adolf Hitler ein „Haus der Verantwortung“ einzurichten.
Ab 2006 leitete Maislinger das in Bürmoos stattfindende Ignaz-Glaser-Symposion. Im August 2006 verlegte Gunter Demnig auf Einladung Maislingers im Bezirk Braunau am Inn 13 Stolpersteine für Opfer des Nationalsozialismus. Bereits 1997 wurden zwei Stolpersteine für die hingerichteten Zeugen Jehovas Johann und Matthias Nobis in Maislingers Heimatgemeinde verlegt.
Als Tierschützer engagierte sich Andreas Maislinger 2007 mit Johann Maier für ein Schweizerkracher-Verkaufsverbot.

## Kritik
Maislinger wurde im Juni 1997 vom Vorstand des Vereins Gedenkdienst abgewählt, woraufhin er freiwillig zurücktrat, nur um kurz danach seine Abwahl anzufechten. Maislinger sprach von einem „Generationenkonflikt“, die „Eigendynamik“ des Vereinslebens habe zum „Vatermord“ geführt. Laut Kurier soll er sich nicht zurückgehalten haben, Schmutz auf seinen Nachfolger als Obmann, Sascha Kellner, zu werfen. Der Verein Gedenkdienst leitete daraufhin rechtliche Schritte ein. Maislinger behauptete, man habe einen linken „Putsch“ gegen ihn angezettelt. Sascha Kellner kritisierte zahlreiche Ungereimtheiten in der Vereinsführung, auch von Seiten Maislingers. Beide Parteien waren unwillig, eine Lösung zu finden. Dadurch wurde die Auszahlung der Förderung an die Gedenkdiener gefährdet. Christian Klösch, der in den 1990ern Teil des Vorstands des Verein Gedenkdienst war, berichtete, dass Maislinger damals Menschen emotional erpresst haben soll. Dies sei auch Mitgrund für seine Abwahl gewesen.
Am 10. Mai 2023 erhob die Wochenzeitung Falter schwere Vorwürfe gegen Maislinger. Einen Gedenkdiener habe er angerufen und ihm seinen Suizid mit den Worten „Du musst damit leben, dass ich mich jetzt umbringe“ angekündigt, berichtete der Nachrichtensender Puls 24 unter Berufung auf entsprechende Telefonmitschnitte. Auch Jonathan Dorner, der 2019 Gedenkdienst leistete, sei das Ziel einer Suiziddrohung und zahlreicher anderer Drohungen gewesen, nachdem er Maislinger widersprochen und problematische Umstände angesprochen hatte. Dorner sieht in diesen Drohungen ein System, so sei die Ankündigung des eigenen Suizids gegen die jungen Menschen im Verein angewandt worden, „um den eigenen Willen durchzusetzen, wenn etwas nicht nach seinem Plan lief“. Weiters soll auch mit Klagen gedroht worden sein. Auf Kurier-Nachfrage kommentierte Maislinger, dass die Vorwürfe mithilfe eines Ombudsteams zwei Jahre zuvor abgeklärt worden seien und er keine Absicht habe, sich an einer öffentlichen Diskussion zu beteiligen.
Dem Sozialministerium seien die Vorwürfe seit Herbst 2022 bekannt gewesen, so Puls 24. Eine Einstellung der Förderung sei auf Basis des damaligen Kenntnisstandes unverhältnismäßig gewesen, kommentierte das Ministerium auf ORF-Nachfrage.
Die Organisation WeltWegWeiser fordert eine sofortige Aufklärung und weist auf die verpflichtenden Qualitätsstandards für Entsendeorganisationen hin, ebenso die SPÖ-Sprecherin für Erinnerungskultur Sabine Schatz und der Verein Gedenkdienst.
Drei Tage nach dem Bekanntwerden der Vorwürfe gab Maislinger seinen Rücktritt als Vorsitzender des Auslandsdienstes bekannt. Zuvor hatte das Sozialministerium mitgeteilt, dass der Verein kein Geld mehr erhalten würde, solange Maislinger in seiner Position bleibt. Eine vom Verein initiierte externe Untersuchung der Vorfälle kam zum Schluss, dass es Fälle von Machtmissbrauch durch Maislinger gegeben habe. Die Organisationsstruktur sei entsprechend angepasst worden, um eine ähnliche Machtkonzentration wie unter seiner Obmannschaft künftig zu verhindern.
2023 wurde Andreas Maislinger auf Platz 81 der „Best of Böse“-Rangliste der Wochenzeitung Der Falter gelistet.

## Rezeption in der Literatur
Der Tiroler Schriftsteller Helmut Schinagl verhöhnte Andreas Maislinger in seinem 1987 erschienenen Roman Die Ferien des Journalisten B. wegen dessen Engagements gegen den antisemitischen Anderl-von-Rinn-Kult. Die Negativfigur des „eifernden Soziologen namens Spitzmeusl, der seinen ganzen Ehrgeiz dareinsetzt, diese angebliche Quelle des Antisemitismus zu vernichten“, zieht sich durch den ganzen über 300 Seiten umfassenden Roman. Der Schriftsteller Georg Rendl war bis zu seinem Tod 1972 Nachbar von Andreas Maislinger in St. Georgen bei Salzburg.

## Veröffentlichungen
- Soziale Verteidigung und österreichische Völkerrechtslehre. In: Österreichische Zeitschrift für Politikwissenschaft. Schwerpunktthema: Neutralität – Neutralitätspolitik. 1979/3.
- Friedensbewegung in einem neutralen Land. Zur neuen Friedensbewegung in Österreich. In: Medienmacht im Nord-Süd-Konflikt. Suhrkamp, Frankfurt am Main 1984, ISBN 3-518-11166-3.
- „Neue“ Österreichische Friedensbewegung. In: Österreichisches Jahrbuch für Politik 1983. Wien 1984.
- Das katholisch-konservative Lager. In: Widerstand und Verfolgung in Tirol 1934–1945. Band 2. ÖBV, Wien 1984, ISBN 3-215-05368-3.
- „Zurück zur Normalität“. Zur Entnazifizierung in Tirol. In: Verdrängte Schuld, verfehlte Sühne. Entnazifizierung in Österreich 1945–1955. Verlag für Geschichte und Politik, Wien 1986.
- Anti-Bundesheer-Volksbegehren: |Volksbegehren oder Spielwiese verstreuter Alt-68er? In: Anton Pelinka (Hrsg.): Populismus in Österreich. Wien 1987.
- Antisemitismus ohne Juden – Das Beispiel Tirol. In: Wolfgang Plat (Hrsg.): Voll Leben und voll Tod ist diese Erde. Bilder aus der Geschichte der Jüdischen Österreicher (1190 bis 1945). Herold Verlag, Wien 1988.
- „Vergangenheitsbewältigung“ in der Bundesrepublik Deutschland, der DDR und Österreich. Psychologisch-pädagogische Maßnahmen im Vergleich. In: Deutschland Archiv, September 1990.
- Der Fall Franz Jägerstätter. In: Dokumentationsarchiv des österreichischen Widerstandes. Jahrbuch. 1991, ISBN 3-901142-02-9.
- „Den Nationalsozialisten in die Hände getrieben“. Zur Geschichtspolitik der SPÖ von 1970 bis 2000.[37] In: Michael Wolffsohn, Thomas Brechenmacher (Hrsg.): Geschichte als Falle. Deutschland und die jüdische Welt. ars una Verlagsgesellschaft, Neuried 2001. Und: Europäische Rundschau, Heft 3/2001.

Herausgeberschaft
- Costa Rica. Politik, Gesellschaft und Kultur eines Staates mit ständiger aktiver und unbewaffneter Neutralität. Inn-Verlag, Innsbruck 1986, ISBN 3-85123-091-4.
- Der Putsch von Lamprechtshausen. Zeugen des Juli 1934 berichten.[38] Eigenverlag, Innsbruck 1992, ISBN 3-901201-00-9.
- Handbuch zur neueren Geschichte Tirols. Band 2: Zeitgeschichte (gemeinsam mit Anton Pelinka). Universitätsverlag Wagner, Innsbruck 1993.

Filme
- Einsamer Weg – Bauern gegen Hitler.[39] Die Eidverweigerung des Osttiroler Bauern Vinzenz Schaller. Landeck Film, 1986.
- Keine gebrochenen Frauen.[40] (Österreich 1986; 50 min), Buch und Regie: Andreas Riedler, Idee und Redaktion: Andreas Maislinger
- Republikanischer Club – Neues Österreich Wien, 21. November 2012: Erinnern für die Zukunft – 20 Jahre Gedenkdienst 1992 bis 2012. – Rep.Cub 20. Dezember 2012 Peter Huemer mit Andreas Maislinger, Eva Nowotny, Anton Pelinka. YouTube, 87 min.

## Auszeichnungen
- 2005: Silbernes Ehrenzeichen für Verdienste um die Republik Österreich und Verdienstmedaille des Landes Tirol.
- 2009 wurde Andreas Maislinger vom Los Angeles Museum of the Holocaust mit dem Lifetime Achievement Award[41] und vom Weltmenschverein mit dem Weltmensch-Preis ausgezeichnet.[42]
- 2010: Großes Verdienstzeichen des Landes Salzburg[43] und Silbernes Verdienstzeichen des Landes Oberösterreich. Im November 2010 erhielt er den John-Rabe-Friedenpreis 2010.[44]
- 2011 widmete die Israelitische Kultusgemeinde für Tirol und Vorarlberg Andreas Maislinger zehn Bäume in der Nähe von Jerusalem.[45] Im November 2011 wurde er von der Welser Initiative gegen Faschismus mit dem Elfriede-Grünberg-Preis 2011 ausgezeichnet.[46]
- 2012: Am 2. Oktober 2012 erhielt Maislinger in der französischen Botschaft in Wien die zweithöchste Auszeichnung des französischen Staates. Er wurde vom französischen Staatspräsidenten Francoise Hollande zum Ehrenritter Frankreichs: „Chevalier dans l’Ordre national du Mérite“ ernannt.[47] Am 19. November 2012 verlieh ihm die Israelitische Kultusgemeinde Wien die Marietta und Friedrich Torberg-Medaille.[48]
- 2013: Karl-Renner-Preis der Stadt Wien mit dem Mauthausen Komitee Österreich und der ORF-Journalistin Irene Suchy[49]
- 2015: Leopold-Kunschak-Anerkennungspreis
- 2018: Wappenzeichen Hl. Georg der Gemeinde St. Georgen bei Salzburg
- 2018: Rektor Tilmann Märk verlieh Andreas Maislinger am 19. Oktober 2018 das Ehrenzeichen der Universität Innsbruck insbesondere für die „Vermittlung des Wissens um den Holocaust, welche internationale Anerkennung gefunden hat.“[50]
- 2021: Auszeichnung „für besondere Verdienste um die österreichisch-chinesischen Beziehungen“, verliehen von der Österreichisch-Chinesischen Gesellschaft ÖGCF, übergeben vom ehemaligen Bundespräsident Heinz Fischer.